# إسرائيل واشبورن
إسرائيل واشبورن هو سياسي أمريكي، ولد في 1784، وتوفي في 1876. انتخب عضو مجلس نواب ماساتشوستس ‏.